# Karl Standfuß
Karl Standfuß (auch: Karl Standfuss) war der Name eines Ende des 19. Jahrhunderts in Sachsen etablierten Spielzeug- und Puppenherstellers in Deuben bei Dresden. Der Betrieb wurde 1931 geschlossen.

## Geschichte
Das Unternehmen produzierte in der Zeit von etwa 1898 bis 1930 Puppen und Puppenköpfe aus Celluloid und Metall.
Erstmals 1903 wurde die eingetragene Schutzmarke Juno sowohl für Celluloid- als auch für Metallpuppen verwendet.
Ebenfalls zur Wende zum 20. Jahrhundert hatte sich die Firma unter der D. R.-P. Nr. 125 620 ein Verfahren zum Gießen von Celluloid patentieren lassen.
1913 wurde die Bezeichnung Cupido eingeführt.
1926 erklärte die Firma, sie sei alleinige Herstellerin von Kewpies aus Celluloid und fertige aus demselben Material zudem Bye-Lo Babies.
In einem Katalog von Karl Standfuß aus dem Jahr 1929 wurde eine besondere Form der Charakterpuppen angeboten: Die aus Celluloid gefertigten Hunde Bonzo und Bully, gefertigt nach einer Comic-Illustration von George Studdy, wurden mit beweglichen Gliedern ausgeführt und gemeinsam in einem Hundekorb verkauft.
Die Celluloidwarenfabrik Karl Standfuß war eine Zweigniederlassung der Deutschen Celluloid-Fabrik in Eilenburg. Im Frühjahr 1931 legte die Muttergesellschaft den Betrieb wegen des schrumpfenden Absatzmarktes infolge der Weltwirtschaftskrise still.